# 青木康晋
青木 康晋（あおき やすゆき、1959年3月3日 - ）は、日本の出版社経営者、ジャーナリスト、大学教員。元朝日新聞出版社長・会長、元週刊朝日編集長、元朝日新聞記者。現在、Gakken常勤顧問、東日本国際大学副学長・教授、日本大学理事長サポートスタッフ、朝日カルチャーセンター講師、BS朝日放送番組審議会委員。

## 経歴
愛知県豊橋市生まれ。1977年愛知県立豊橋南高等学校卒業、1981年早稲田大学政治経済学部政治学科卒業。
1981年朝日新聞社入社。名古屋本社社会部記者、東京本社政治部記者、アエラ副編集長、政治部次長、アエラ編集長代理のあと、2004年週刊朝日編集長、2006年土曜版be編集長、2008年オピニオン編集長。
仙台総局長・東北取材センター長だった2011年3月11日、東日本大震災が発生。現地責任者の東北復興取材センター長となり、震災報道を指揮。2012年6月北海道支社長。
週刊朝日による橋下徹特集記事問題で当時の朝日新聞出版代表取締役社長の引責辞任を受け、2012年12月後継の代表取締役社長に就任した。以来、9期連続黒字を達成し、過去最高益も更新して、2021年6月取締役会長に。2022年6月会長退任。
計9年半に及ぶ社長・会長時代、日本出版クラブ理事、日本雑誌協会監事、全国出版協会評議員、司馬遼太郎記念財団理事を務めた。
2017年からBS朝日放送番組審議会委員。
朝日新聞出版の退任翌月の2022年7月学研プラス常勤顧問。同年10月学研プラスなど学研ホールディングス内の組織再編により発足した株式会社Gakkenの常勤顧問となった。
2022年福島県いわき市の東日本国際大学経済経営学部の非常勤講師、23年特任教授・デジタルコミュニケーションコース長、2024年副学長兼務、2025年副学長・教授。
2022年から朝日カルチャーセンター横浜教室講師。
2024年から日本大学の林真理子理事長サポートスタッフ。
元東京出版販売（現トーハン）代表取締役社長・会長、元日本出版取次協会会長、元全国出版協会理事長の石川度治は親族（大叔父）。

## 人物・業績
アエラ副編集長のとき、電車の中吊り広告のダジャレ1行コピー作者だった。コピーは「当局は、盗聴ちょっと許可局。」（1999年の通信傍受法成立）など。
週刊朝日編集長の就任1週間後にイラク日本人人質事件が起き、同誌契約フォトジャーナリストらが拘束されたことが中東の衛星テレビ「アルジャジーラ」で報じられ、深夜、記者会見した。その後、人質は無事解放されたが、この事件で「自己責任」という言葉が広まり、2004年新語・流行語大賞のトップテン入りした。
翌2005年、青木の3代前の週刊朝日編集長が消費者金融「武富士」から5000万円の「編集協力費」を提供されたことを週刊文春にスクープされた。青木は現職編集長として社内や「武富士」幹部に聴取し、誌面で読者に報告、謝罪した。
be編集長当時、BS朝日の番組「be on TV」「be ON AIR！」のレギュラーコメンテーターを務めた。
2007年度、学習院大学法学部の非常勤講師をした。
朝日新聞出版社長としては、週刊朝日、アエラ、AERA dot.のニュース系3媒体の編集長や書籍編集、生活文化編集の書籍系2部長にいずれも女性を起用し、部長の約半数を女性としたのをはじめ、他社からの移籍組を本部長や部長に就け、ダイバーシティと「脱朝日」の人事を行った。
信賞必罰の方針から2013年、「重大な就業規則違反」の週刊朝日編集長を解任して、自らも役員報酬減額。一方で表彰規定も改定。それ以前の社長賞の副賞はボールペンだったが、ミリオンセラーや著名な賞、大スクープの担当者に100万円贈ると宣言し、下記の各件で実行した。
社長時代の2019年に刊行された今村夏子の『むらさきのスカートの女』が、朝日新聞グループ史上初の芥川賞を受賞。『TOEIC L＆R TEST 出る単特急 金のフレーズ』と『本当の自由を手に入れる お金の大学』は100万部を突破。『科学漫画サバイバルシリーズ』は2020年に累計1000万部を超えた。
かつてセブン&アイ出版が出していた『ゲッターズ飯田の五星三心占い』シリーズを各社争奪戦の末に獲得した。同シリーズは2022年までに累計800万部。
社長就任前年の2011年、朝日新聞出版は大手書店紀伊國屋書店の出版社別売上ランキングで17位、ジュンク堂書店の同ランキングで19位だったが、業績好調により年々順位を上げ、10年後の社長退任時の2021年、紀伊國屋書店で13位、丸善ジュンク堂書店（合併後）で11位になった。
会長退任後、週刊朝日の休刊発表を受けて、月刊誌「創」2023年3月号に「『週刊朝日』101年目の落日 国民的家庭雑誌の終わり」と題し、「休刊はもう何年も前、私が朝日新聞出版社長をしていたときに不可避だと考えていた」、後継社長への「引き継ぎのとき、いの一番に伝えたのがこの件だった」と書いた。併せて、18年前に週刊文春にすっぱ抜かれた「武富士」から週刊朝日への5000万円提供について、文春への情報提供者が当時の朝日新聞社幹部だった証拠をつかんだこと、その幹部の意趣返しにより、編集長在任1年7カ月で年度途中の11月に更迭され、事実上のヒラ社員に左遷されたことを明かした。